# La Caisse
La Caisse (titre original : The Crate) est une nouvelle de Stephen King publiée pour la première fois en 1979 dans le mensuel américain Gallery. Elle ne fait partie d'aucun recueil de l'auteur.

## Résumé
Un concierge trouve dans le sous-sol de l'université Horlicks une caisse provenant d'une expédition arctique du XIXe siècle. Il l'ouvre avec l'aide du professeur Dexter Stanley, et les deux hommes découvrent à l'intérieur un petit animal extrêmement féroce qui tue et dévore le concierge et un étudiant. Stanley s'enfuit et raconte toute l'histoire à un ami, le professeur d'anglais Henry Northrup. Ce dernier y voit un moyen de se débarrasser de sa femme.

## Genèse
La nouvelle a été publiée initialement dans le numéro de juillet 1979 du magazine Gallery. 

## Adaptation
La nouvelle a été adaptée au cinéma en 1982 par George A. Romero  pour le film à sketches Creepshow (Segment 4).